# Limba (Baum)
Der Limbabaum (Terminalia superba), auch Weiße Myrobalane genannt, ist eine Pflanzenart aus der Gattung der Myrobalanen (Terminalia). In den USA ist er auch als Korina bekannt. Der Baum kommt im tropischen Regenwald Afrikas vor.

## Beschreibung
Der Limbabaum ist ein auffälliger, laubabwerfender Baum mit einem langen, geraden Stamm, der Wuchshöhen von 30 bis über 45 m und einen Stammumfang zwischen 4 und 5 m erreichen kann. Die starken Brettwurzeln reichen 2,5 bis 4 m über den Boden. Die in Quirlen stehenden Äste spreizen sich in eine offene Krone. Das Holz ist hellgelb-braun, Splintholz und Kernholz sind meist nicht unterscheidbar, aber es gibt Formen, die schwarze Streifen ausbilden und Formen, deren Kernholz walnussartig ist.
Die wechselständig in kleinen Gruppen an den Enden der Zweige stehenden, einfachen Laubblätter hinterlassen deutliche Blattnarben an den Zweigen, wenn sie abfallen. Die Blattstiele sind 3 bis 7 cm lang. Die glatte Blattspreite ist verkehrt-eiförmig, 6 bis 12 cm lang und 2,5 bis 7 cm breit, mit einer kurzen Spitze. Es sind sechs bis acht Blattnervenpaare vorhanden.
Die ersten Blüten werden erst gebildet, wenn die Bäume schon relativ alt sind (es gibt Beobachtungen z. B. von 15 und von 23 Jahre alten Exemplaren). Der achselständige, lockere, ährige und fein behaarte Blütenstand ist etwa 7 bis 18 cm lang. Die Blütenstandsachse ist behaart. Die ungestielten, kleinen und zwittrigen oder männlichen Blüten sind fünfzählig mit einfacher Blütenhülle. Es ist ein kleiner, spindelförmiger Blütenbecher vorhanden. Die fünf grünlich-weißen Kelchblätter sind untertassenförmig verwachsen mit fünf kurzen, dreieckigen Lappen. Kronblätter fehlen. Es sind meist zwei Kreise mit je fünf Staubblättern vorhanden. Die Staubfäden sind etwa länger als der Kelch. Der Fruchtknoten ist unterständig mit kurzem Griffel. Es ist ein behaarter Diskus vorhanden. Die Bestäubung erfolgt durch viele verschiedene Insektenarten.
Von der Bestäubung bis zur Fruchtreife dauert es zwischen sechs und neun Monate. Die kleine, einsamige, beidseits geflügelte, ungestielte, golden-braune, glatte Nussfrucht ist bei Reife einschließlich der Flügel 1,5 bis 2,5 cm lang und 4 bis 7 cm breit, ohne die Flügel etwa 1,5 cm lang und 2 cm breit.

## Vorkommen und Standorte
Diese Art kommt von Guinea bis in den Westen Kameruns und von der Demokratischen Republik Kongo bis nach Angola vor. In vielen westafrikanischen Staaten werden die Bäume intensiv gepflanzt. Der natürliche Standort der Bäume sind Hochwälder und Savannen, an Standorten mit durchlässigem Boden und mehr als 1500 mm jährlichen Niederschlag.

## Verwendung

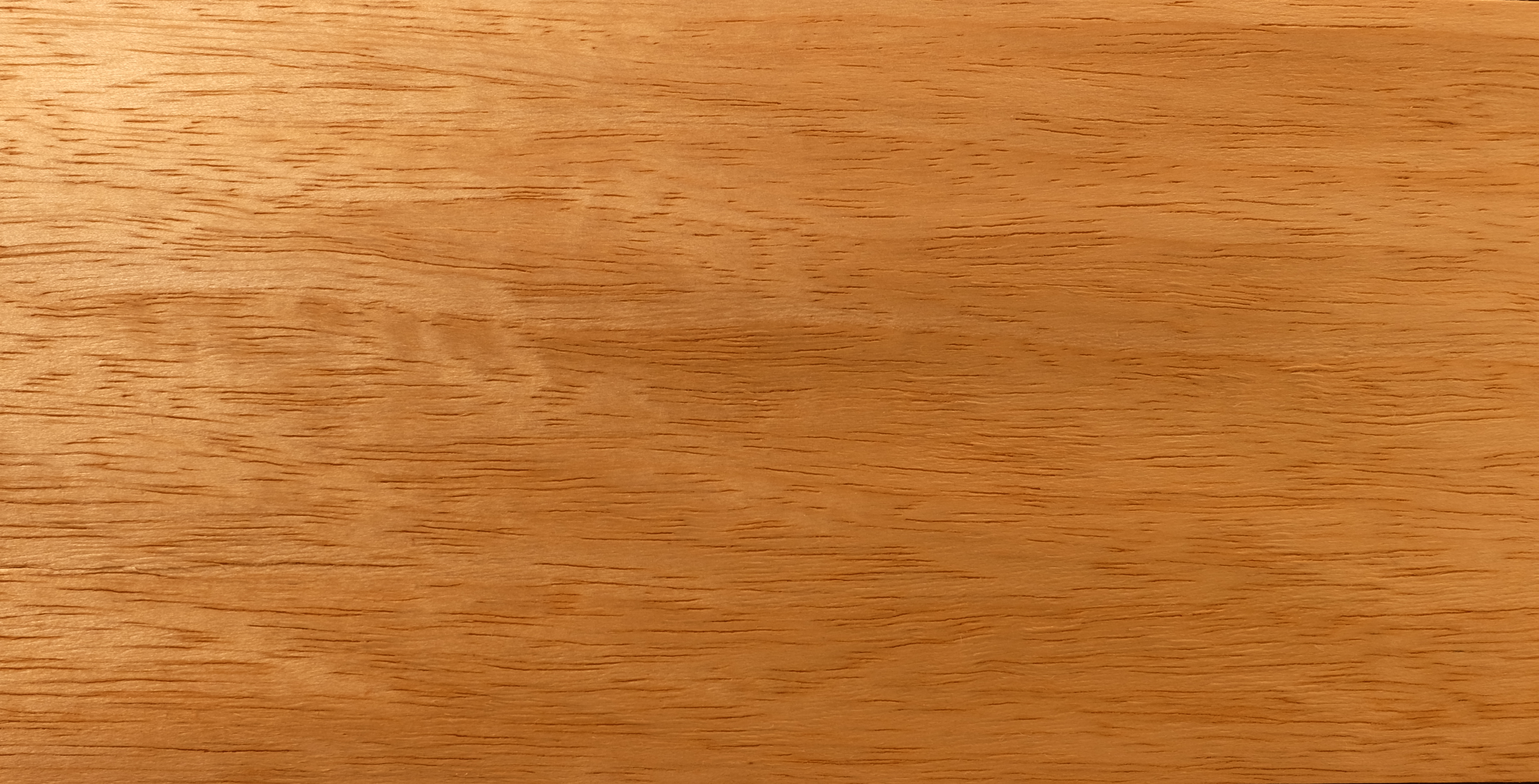
Limba

Das Holz des Baumes wird als Nutzholz verwendet. Es hat eine leichte, mittlere Dichte, ist vergleichsweise weich, lässt sich gut sägen, bearbeiten und polieren. Seine Normal-Rohdichte liegt bei 428 kg/m³, die Wärmeleitfähigkeit bei 0,099 W/(m·K).
Da es anfällig für Zerfall und Befall durch Termiten und Käfer der Gattung Euplatypus ist, ist es für Außenanwendungen nicht geeignet. Im Innenbereich wird es für Türen, Türpfosten, Büroeinrichtungen, Schindeln, Möbel, Bilderrahmen, Musikinstrumente, Tischtennisschläger, Streichhölzer, Kisten, Planken, Furnier und Sperrholz verwendet. Direkt nach dem Fällen muss das Holz verarbeitet werden, nach dem Sägen ist eine Schutzbehandlung notwendig.